# Upali Thera
Upali Thera (thai: อุบาลี) vagy Buddhadhamma Upali thai théraváda szerzetes, a sziámi nikája buddhista szerzetesrend alapítója Srí Lankán. Az thai erdei hagyományban nevelkedett Upali Thera Thaiföldön nagy tiszteletet vívott ki a király (Borommakot király) részéről. Upali Thera erdei kolostorának neve, Dhammarama.
Először 1735-ben látogatott el Srí Lanka szigetére, majd 1753-ban jutott el Kandi városába, ahol magas rangú szerzetesi beavatást adott (upaszampadá, amely eltér a srámanéra papnövendékek felvételi szertartásától) egy csoport szingaléz szerzetes számára. Az upaszampadá hagyománya már évszázadokkal azelőtt megszűnt Srí Lankában. Upali Thera úgy vélte, hogy a Kandy-ban lévő buddhista szangha korrupciótól szenvedett, amit ő igyekezett meggyógyítani. Ennek érdekében alapított új egyházi rendet.
Upali Thera erőfeszítéseinek köszönhetően kelt életre az ún. „fog körmenet” Kandy-ban, ahol egy ünnepi felvonulás közepette egy olyan fogereklyét visznek körbe, amelyről úgy tartják, hogy a történelmi Buddha foga volt. Az eredeti körmenet még hindu istenekre fókuszált, főleg azokra, amelyek a mahájána buddhizmusban is megtalálhatók. Upali Thera szerint ez nem volt szerencsés egy buddhista nemzet számára, és diplomáciai kapcsolatait felhasználva elérte, hogy Srí Lanka királya, Kittiszirirádzsaszíha kijelentse, hogy onnantól kezdve az istenek és az emberek is Buddhát kövessék. A létrehozott új hagyományban az upaszampadá a vészák napjától a júniusi upószatha napjáig tart.
Upali Thera Srí Lankán halt meg az orrában kialakult gyógyíthatatlan betegség következtében.

## Emlékezete
A sziámi nikája alapításának 260. évfordulójának alkalmából a thai kormány 10 millió thai báttal járult hozzá az Upali Maha Thera múzeum építéséhez és a Dhammaram templom felújítási munkálataihoz. Srí Lanka kormánya egy fából készült 180 centiméter magas Upali Thera szobrot ajándékozott az új intézmény számára.